# Michel Teló
Michel Teló (n. 21 ianuarie 1981, Medianeira, Paraná, Brazilia) este un cântăreț și compozitor brazilian. Teló a făcut parte din două formații muzicale, dar acesta era în trupa „Grupo Tradição” când cariera sa de cântăreț a început. Cele mai mari hituri ale grupului au fost „Goodbye”, „Cauldron”, „Forever My Life”, „The Brazilian” și „I Want You”. În afară de faptul că este cantautor el este, de asemenea, dansator și cântă la acordeon, chitară și muzicuță.

## Biografie
Deși a fost născut în statul Paraná, Teló trăiește în Campo Grande, Mato Grosso do Sul. Din primii ani, Teló și-a dedicat viața muzicii. Cariera sa artistică a început în 1987 atunci când, la vârsta de șase ani, a interpretat primul său solo în corul școlii sale, cântând „My dear, old man, my friend”, o piesă de Roberto Carlos și Carlos Erasmo.

## Viața personală
Părinții săi, Aldo și Nina Teló au strămoși italieni, dețin o brutărie, și au 3 copii. Michel este cel mai mic dintre frați. Teló are un apartament în São Paulo, un apartament în Passo Fundo și unul în Rio Grande do Sul. În anul 2008 s-a căsătorit cu manechinul Ana Carolina Lago. La începutul anului 2012, după 3 ani de căsnicie, au divorțat de comun acord.

## Discografie
Albume:
- 2009: Balada Sertaneja (album studio)
- 2010: Michel Teló - Ao Vivo (album live)
- 2011: Michel - Na Balada ( album live)
- 2013: Sunset (album live)

## Single-uri

### Internaționale
| Anul | Titlu              | Poziția în topuri | Poziția în topuri | Poziția în topuri | Poziția în topuri | Poziția în topuri | Poziția în topuri | Album            |
| Anul | Titlu              | SPA               | GER               | AUT               | SWI               | ITA               | NL                | Album            |
| ---- | ------------------ | ----------------- | ----------------- | ----------------- | ----------------- | ----------------- | ----------------- | ---------------- |
| 2011 | "Ai Se Eu Te Pego" | 1                 | 66                | 59                | 16                | 1                 | 5                 | Michel na Balada |
| 2012 | "Bara Bará"        | 48                | 42                | 45                | -                 | -                 | 81                | TBA              |

### Naționale (cele mai cunoscute)

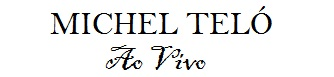
Logoul lui Michel Teló "An Vivo"

| An   | Titlu                     | Album                 |
| ---- | ------------------------- | --------------------- |
| 2009 | "Ei, psiu! Beijo me liga" | Balada Sertaneja      |
| 2010 | "Amanhã Sei Lá"           | Balada Sertaneja      |
| 2010 | "Fugidinha"               | Michel Teló - Ao Vivo |
| 2011 | "Se Intrometeu"           | Michel Teló - Ao Vivo |
| 2011 | "Larga de bobeira"        | Michel Teló - Ao Vivo |
| 2011 | "Ai Se Eu Te Pego!"       | Michel na Balada      |
| 2011 | "Humilde residência"      | Michel na Balada      |
| 2011 | "Eu te amo e Open Bar"    | Michel na Balada      |
| 2012 | "Bara Bará"               | TBA                   |
| 2012 | "É Nóis Fazer Parapapá"   | TBA                   |